# Battaglia di Alnwick (1093)
La battaglia di Alnwick del 1093, detta anche prima battaglia di Alnwick, fu uno dei due scontri che interessarono la città di Alnwick, in Northumbria, nell'ambito delle guerre anglo-scozzesi medievali. Nello scontro, che si svolse il 13 novembre 1093, re Malcolm III di Scozia (noto anche come Malcolm Canmore) rimase ucciso assieme a suo figlio Edoardo dall'armata di cavalieri guidati dal normanno Roberto di Mowbray.

## Antefatto
Quando Guglielmo II d'Inghilterra salì al potere il controllo della Northumbria settentrionale era ancora una questione incerta, che il nuovo re sistemò nominando nuovi baroni a lui fedeli per controllare il confine scozzese ed impedire incursioni da nord. Sembra che Malcolm Canmore avesse delle ambizioni riguardo alla Cumbria ed alla Northumbria, e nel maggio del 1091 invase quest'ultima assediando Durham. Guglielmo venne allora costretto a guidare un grande esercito a nord per fronteggiare questa minaccia: avanzò direttamente in Scozia, ma Malcolm si ritirava sempre di fronte alla sua armata.
Venne infine negoziata una tregua tra normanni e scozzesi e Guglielmo si ritirò. L'anno successivo rafforzò comunque le sue posizioni in Cumbria per impedire la possibilità di una nuova invasione scozzese.
Gli eventi precisi che portarono al successivo attacco non sono noti, ma nel novembre del 1093 Malcolm Canmore guidò un nuovo esercito in Northumbria ed iniziò ad assediare la città di Alnwick.

## La battaglia

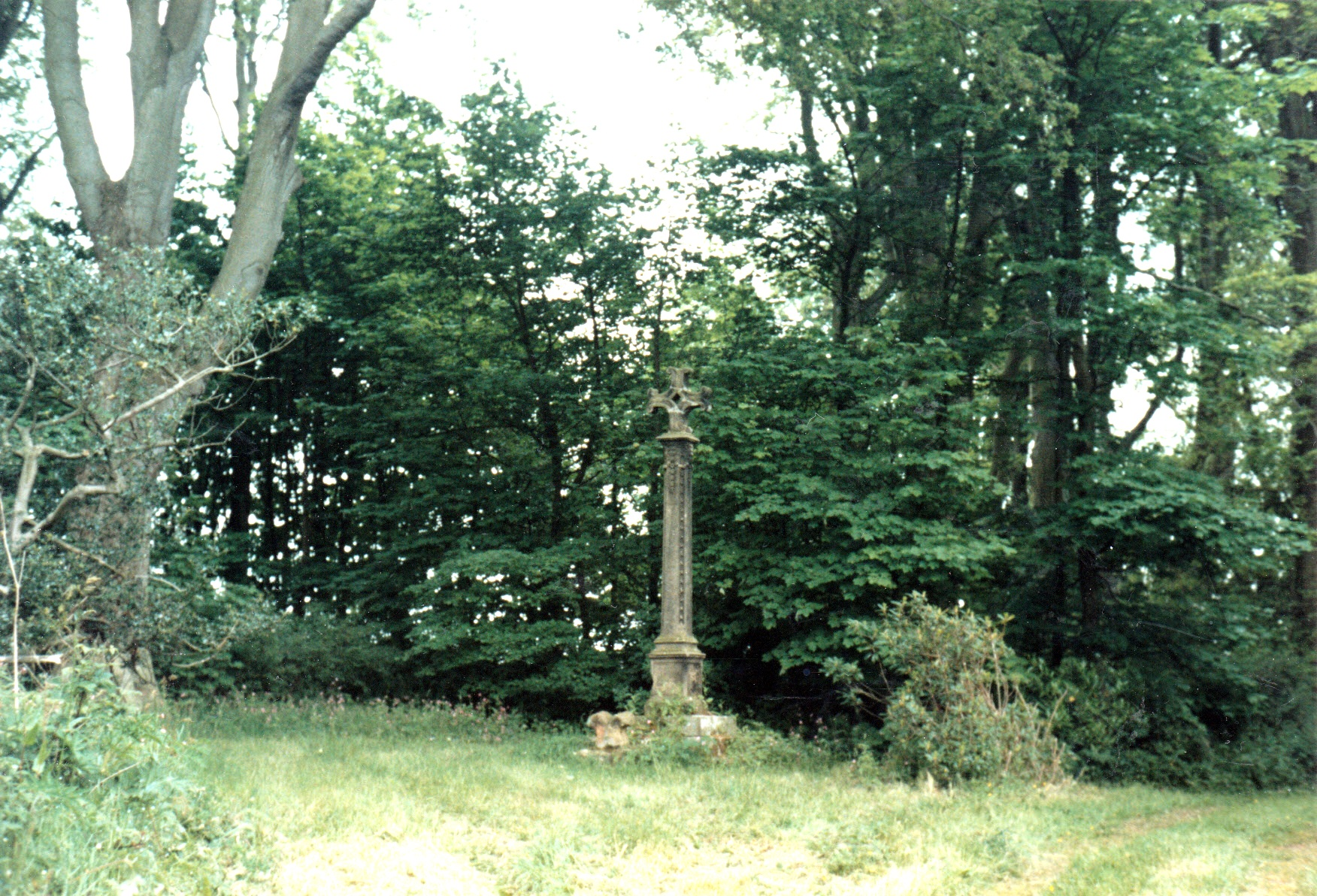
La "Croce di Malcolm" indicherebbe il punto esatto in cui Malcom III di Scozia venne ucciso durante la battaglia

In quel tempo era conte di Northumbria Roberto di Mowbray, dopo essere stato perdonato dal re per aver preso parte alla ribellione del 1088. Egli divenne anche governatore del castello di Bamburgh, una fortezza posta lungo la costa northumbriana. Mowbray non disponeva di forze sufficienti per opporsi all'esercito scozzese in campo aperto, ma cercò comunque di soccorrere la città di Alnwick assediata dal nemico. Giunse all'improvviso con le sue forze il 13 novembre, cogliendo l'armata scozzese di sorpresa.
Sia Malcolm Canmore che suo figlio Edoardo rimasero uccisi nel combattimento. Con la morte del sovrano scozzese, l'esercito rimase senza il proprio capo e decise pertanto di ritornare in Scozia. I corpi di Malcolm e del figlio vennero sepolti nel priorato di Tynemouth. Non si sa con certezza se poi il corpo del re di Scozia sia stato traslato nell'abbazia di Dunfermline.

## Conseguenze
La morte di Malcolm venne seguita poco dopo da quelle della moglie, Margherita, e di un altro figlio, Etelredo. Questi lutti improvvisi indebolirono la famiglia reale, e si aprì una disputa sulla successione al trono tra i figli di Malcom Canmore e suo fratello minore Donalbane. Quando infine quest'ultimo divenne sovrano dopo aver ucciso il nipote Duncan II, si aprì una guerra civile per detronizzarlo.
L'Inghilterra comunque non approfittò dell'indebolimento scozzese per via della sua stessa instabilità interna: Roberto di Mowbray, che pure aveva sconfitto Malcolm Canmore, successivamente partecipò a una nuova congiura baronale contro Guglielmo II nel 1095, ma dopo il fallimento di questa venne definitivamente privato dei suoi possedimenti ed imprigionato a vita.
Inizialmente sul luogo dello scontro venne posto un monumento di rozza fattura, sostituito nel 1774 da quella che divenne nota come "Croce di Malcolm". Il nuovo monumento fu fatto erigere per commemorare il luogo esatto dove la tradizione voleva fosse morto il sovrano scozzese.